# Langechristia ziegleri
Langechristia ziegleri är en tvåvingeart som beskrevs av Ozerov 1999. Langechristia ziegleri ingår i släktet Langechristia och familjen kolvflugor. Inga underarter finns listade i Catalogue of Life.